# Rybniště
Rybniště är en ort i Tjeckien.   Den ligger i regionen Ústí nad Labem, i den norra delen av landet, 90 km norr om huvudstaden Prag. Rybniště ligger 464 meter över havet och antalet invånare är 716.
Terrängen runt Rybniště är kuperad åt sydost, men åt nordväst är den platt.Runt Rybniště är det ganska glesbefolkat, med 48 invånare per kvadratkilometer. Närmaste större samhälle är Varnsdorf, 8,0 km öster om Rybniště. I omgivningarna runt Rybniště växer i huvudsak blandskog.